# NGC 2914
NGC 2914 é uma galáxia espiral barrada (SBab) localizada na direcção da constelação de Leo. Possui uma declinação de +10° 06' 33" e uma ascensão recta de 9 horas, 34 minutos e 02,7 segundos.
A galáxia NGC 2914 foi descoberta em 3 de Março de 1786 por William Herschel.